# PalaCattani
Il palasport «Vincenzo Cattani» è il principale palazzo dello sport della città di Faenza. È stato costruito tra il 1992 e il 1998 ed è intitolato al fondatore della sezione Ginnastica del Club Atletico Faenza.
La struttura è polivalente, e ospita manifestazioni sportive e concerti.
È stato inaugurato nel 1998 con l'amichevole internazionale di pallacanestro Italia-Francia.

Dal marzo 2008 il palasport ha come nome ufficiale PalaMokador, in virtù della sponsorizzazione dell'azienda produttrice e rivenditrice di caffè. È stata aggiunta anche un'insegna luminosa. Il cambiamento non ha preso piede tra i faentini, che continuano a identificare la struttura con il suo vecchio nome.

## Eventi importanti

### Pallacanestro
Dal 2007 al 2011 il PalaCattani è stato la sede delle partite casalinghe del Club Atletico Faenza.
Nel 2009 ha ospitato le final four di coppa Italia di pallacanestro femminile, vinte dalla squadra di casa.

Fino al 2012 è stato la sede delle gare interne dell'Andrea Costa Imola (pallacanestro maschile).

Dal settembre 2011 il palazzetto ospita la squadra di basket dei Raggisolaris, formazione che oggi milita nel campionato di Serie B.

### Pallavolo
L'8 ottobre 2016 ha ospitato l'All Star Game organizzato dalla Lega Pallavolo Serie A femminile, al quale hanno partecipato le 26 migliori giocatrici del massimo campionato di pallavolo femminile della stagione 2016-17, divise in due squadre miste, una blu ed una bianca. Al termine della partita è risultato vincente il Blue Stars Team per 2-1. 

#### All Star Game
| Arbitri: | Bruno Frapiccini (Ancona) Ubaldo Luciani (Ancona) |

|                                     |       |                               |
| Bartsch 10 Skowrońska 7 Aelbrecht 6 | Punti | 15 Egonu 8 Bricio 6 Sorokaite |

### Calcio a 5
Il 1º novembre 2016 al PalaCattani si è tenuta per la prima volta una partita internazionale di calcio a 5: l'amichevole Italia-Romania, prima partita della nazionale maggiore dopo i Mondiali 2016 disputati in Colombia. All'incontro, vinto dagli Azzurri del CT Roberto Menichelli per 3-1 (Reti di Ercolessi, De Oliveira, Merlim per l'Italia e di Raducu per la Romania) hanno assistito 3500 spettatori.
Al PalaCattani si è disputata anche la final four di Coppa Italia 2018-2019, tra Feldi Eboli, Italservice, Real Rieti e Acqua e Sapone, vinta proprio da quest'ultima. Si è disputata anche nello stesso anno la final four di Coppa Italia 2018-2019 femminile, vinta dalla Kick Off.
Oggi il Palacattani ospita le partite casalinghe del Faventia Calcio a 5, società che disputa la Serie B.

### Pallamano
Il 10 aprile 2019 si è disputata la partita di qualificazione agli Europei del 2020 fra Italia e Slovacchia, vinta dagli Azzurri 26-23.